# Bouquet garni
Pour les articles homonymes, voir Bouquet.
Un bouquet garni est un assortiment de plantes aromatiques traditionnelles (fraîches, ou séchées) de la cuisine française,.

## Histoire
Un bouquet garni est un ensemble de plantes aromatiques de jardin potager, généralement ficelées harmonieusement en petit fagot, puis ajouté à la cuisson pour parfumer de nombreux plats, sauces, ou court-bouillons traditionnels le cuisine française, en particulier des soupes, pot-au-feu, poule au pot, potée, bœuf bourguignon, coq au vin, blanquette de veau, navarin d'agneau, lapin chasseur, ragoût, osso buco, carbonade flamande, moules marinières, bouillabaisse,... 

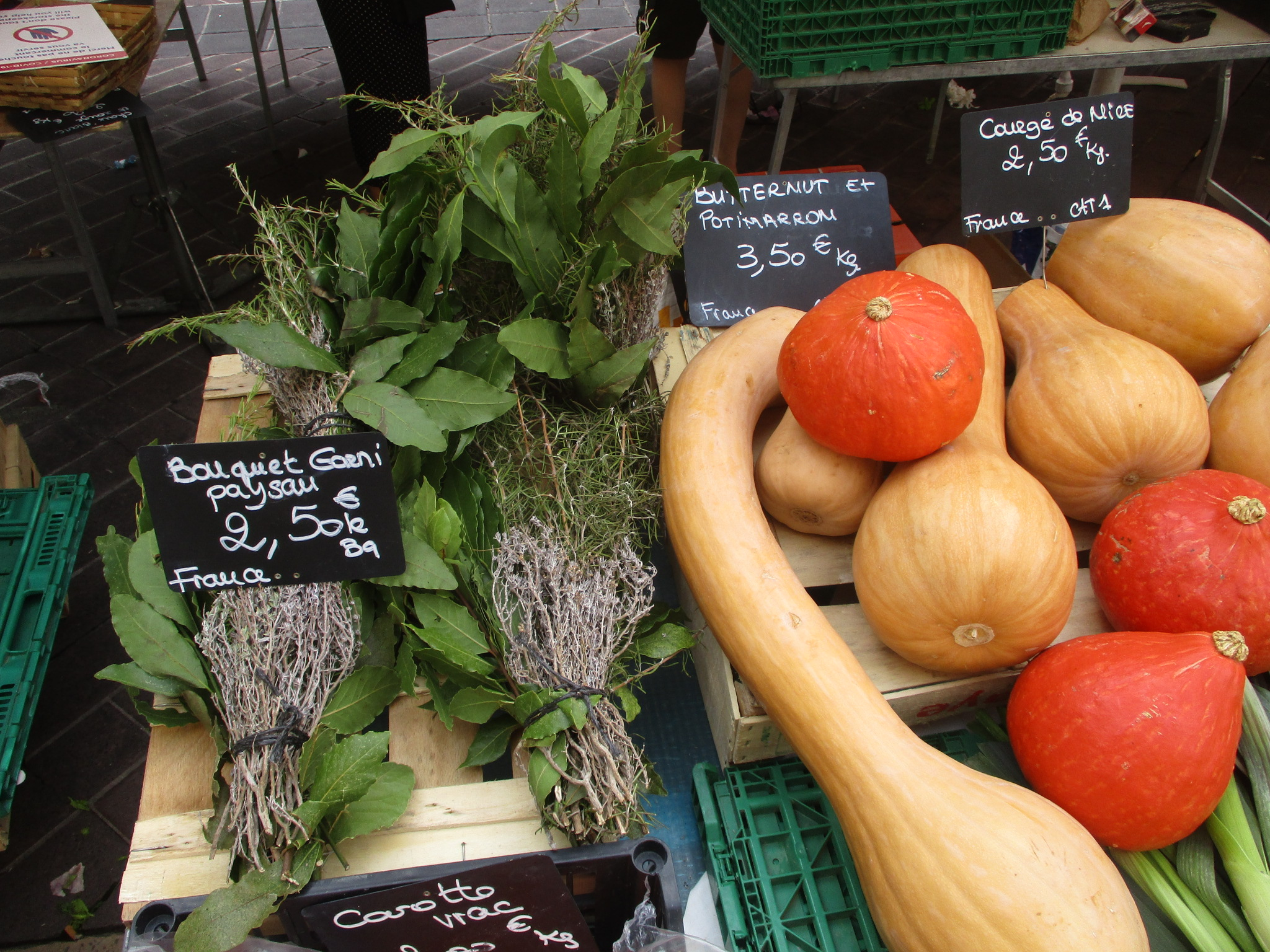
Marché de Provence du Cours Saleya de Nice
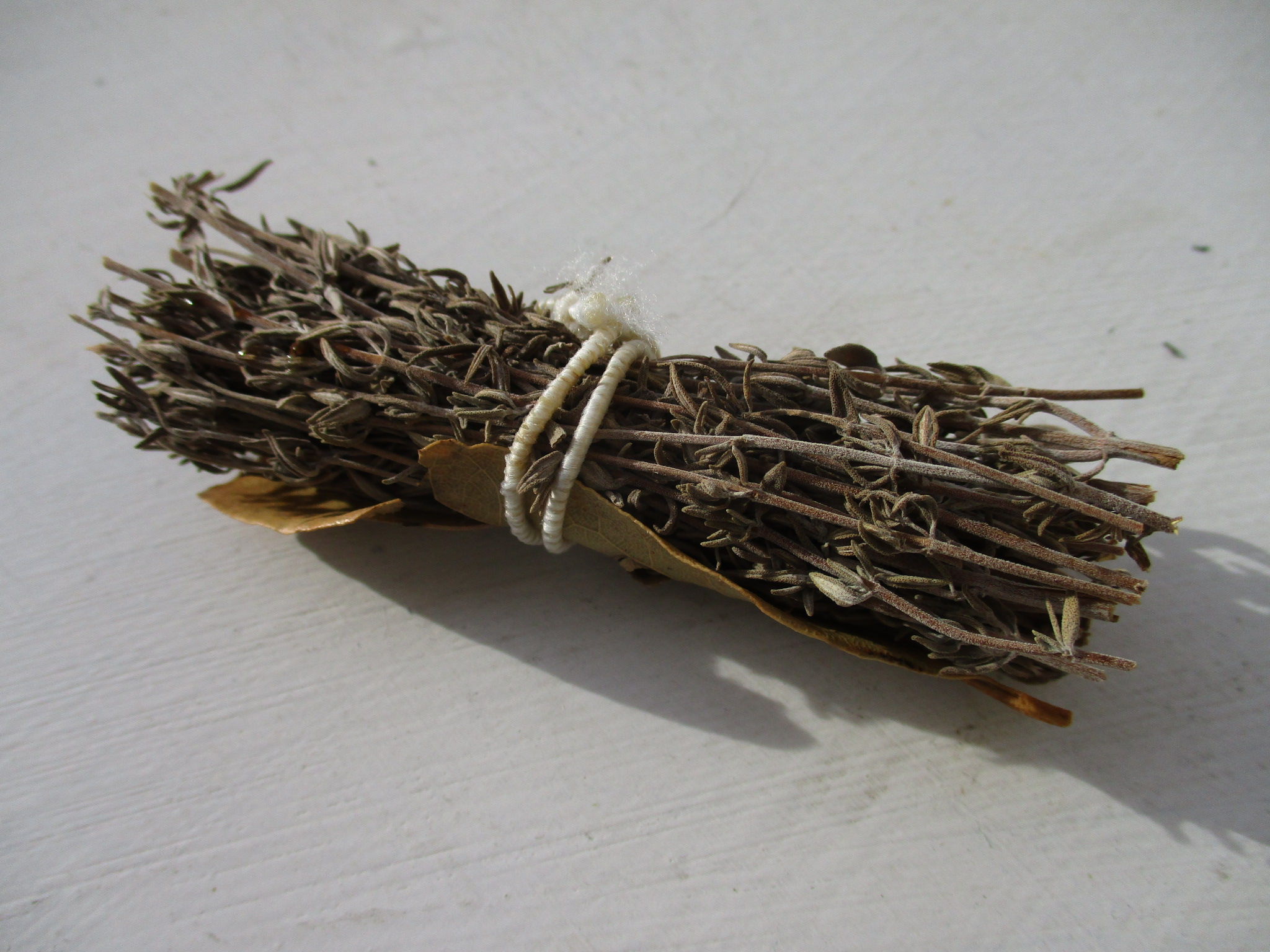
Bouquet garni séché
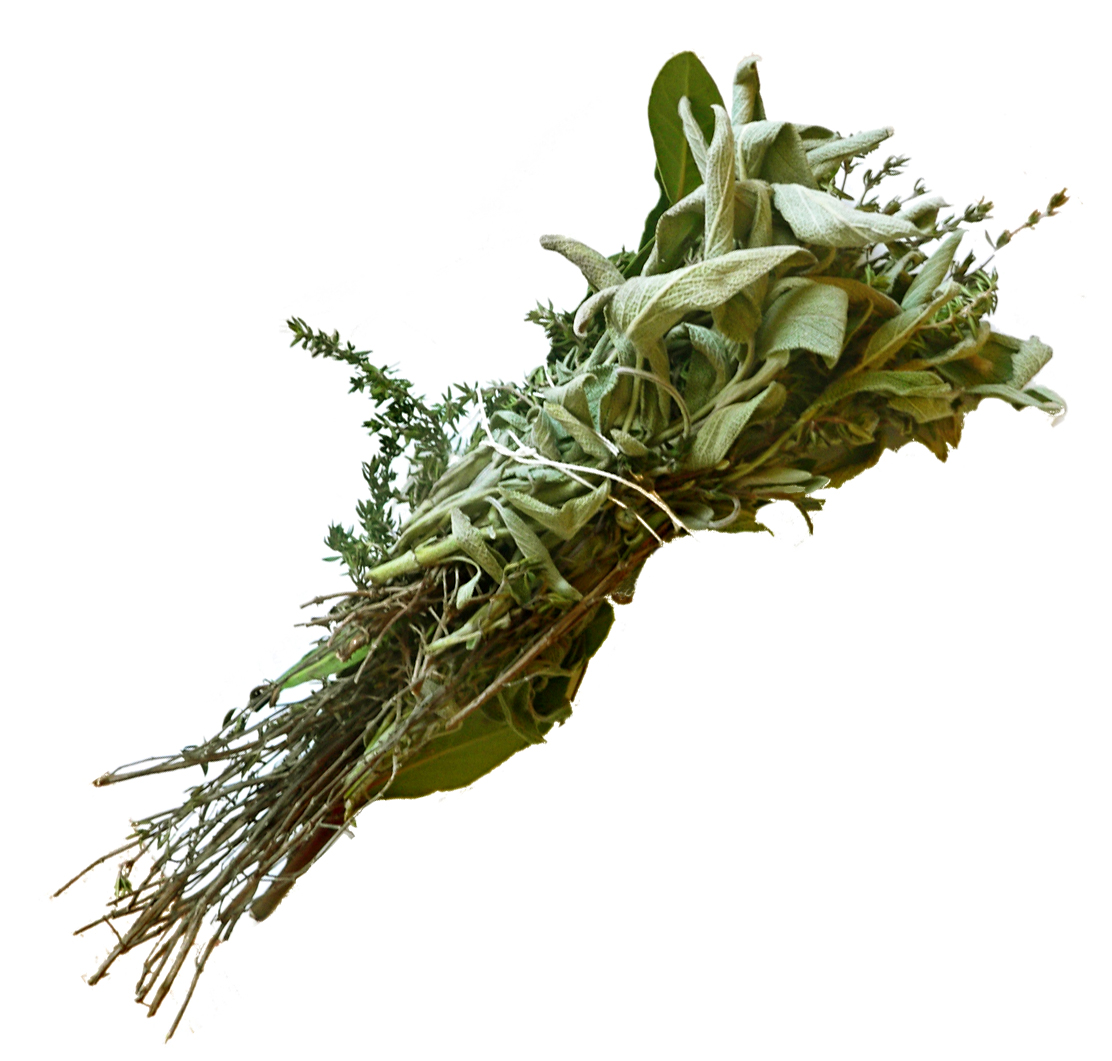
Thym, laurier, sauge

Cet élément emblématique de l'histoire de la cuisine française est décrit dans le livre Le Cuisinier François, de 1651, du chef cuisinier bourguignon François Pierre de La Varenne, considéré comme l'auteur du premier véritable ouvrage culinaire marquant le passage de la cuisine médiévale du Moyen Âge, à la grande cuisine française moderne.

## Composition
Un bouquet garni de base se compose de :
- thym ;
- laurier sauce (laurus nobilis).

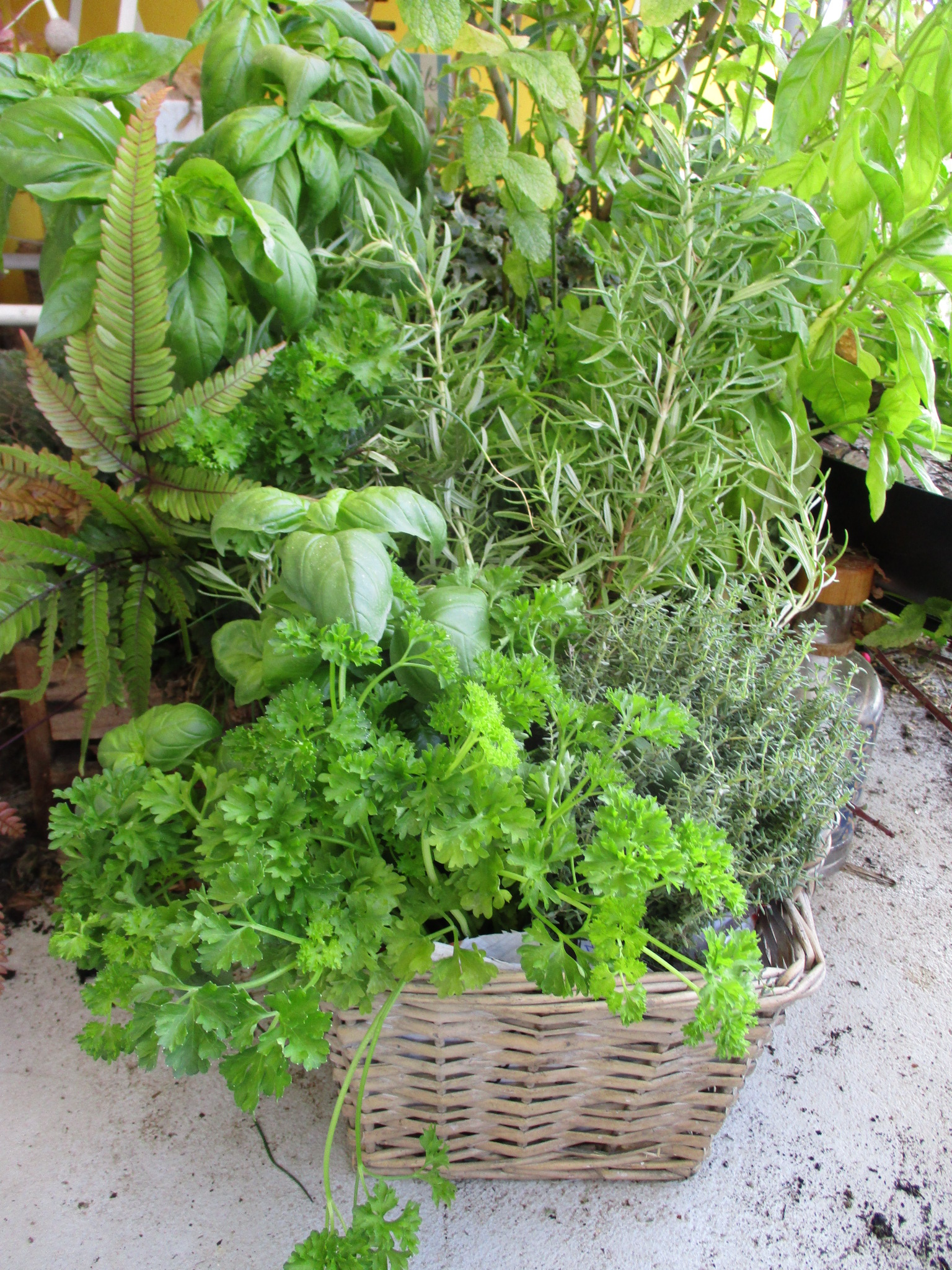
Corbeille d'herbes de Provence (thym, romarin, basilic, persil, coriandre)

et éventuellement également entre autres de :
- vert de poireau ;
- persil ;
- sarriette ;
- sauge ;
- romarin ;
- gousse d'ail ;
- coriandre ;
- branche de céleri ;
- tige d'origan.

## Préparation

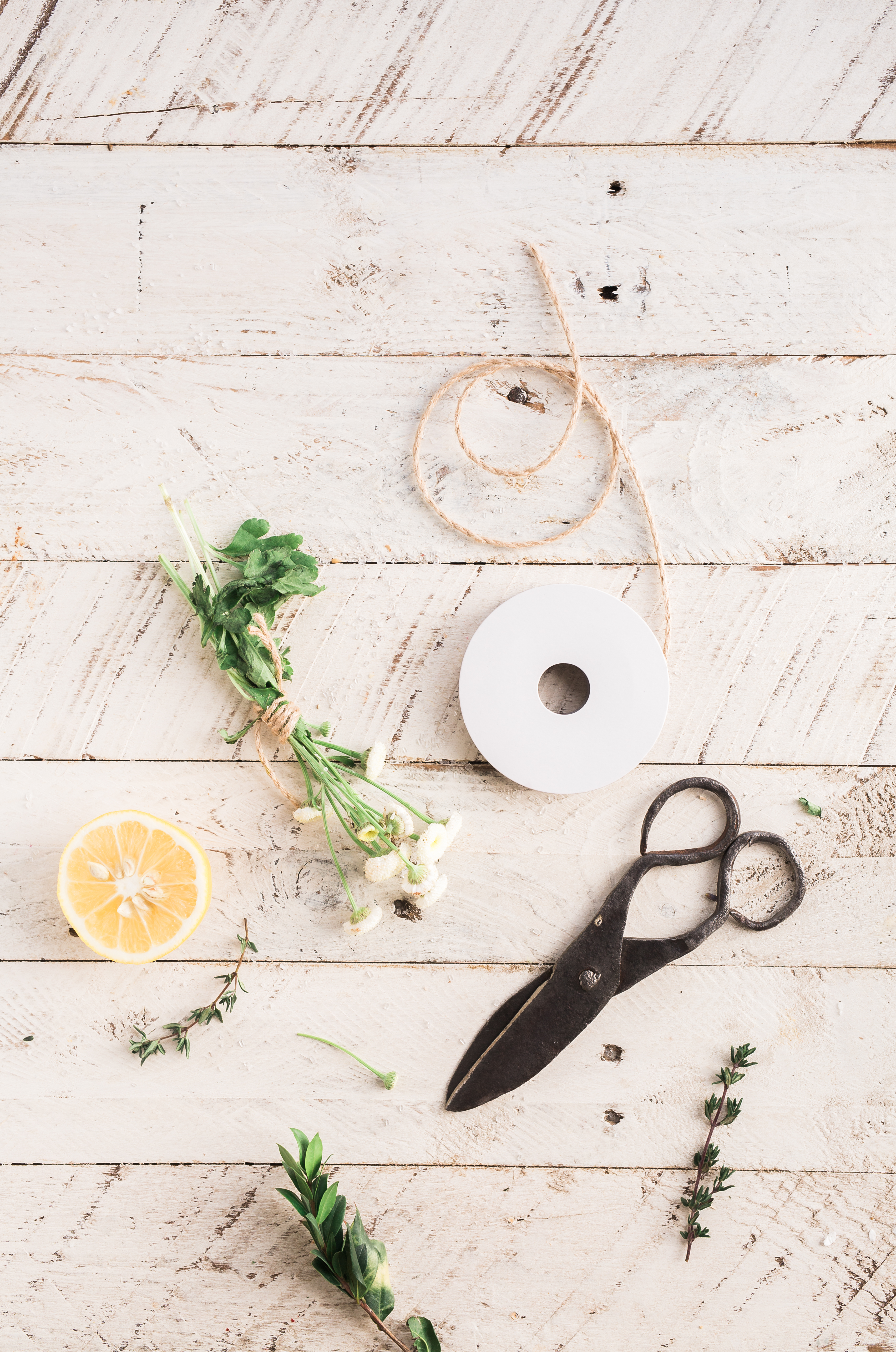
Confection d'un bouquet garni de jardin potager.

Comme son nom l'indique, les ingrédients forment un bouquet lié avec une ficelle alimentaire (comme la ficelle de boucher) d'une vingtaine de centimètres qui dépasse du récipient, pour pouvoir le retirer facilement en fin de cuisson,,,.

## Variantes
- Aromate
- Persillade
- Fines herbes
- Herbe aromatique
- Plante aromatique
- Herbes de Provence
- Liste d'épices et aromates
- Liste de mélanges d'épices
- Épice et graine aromatique
- Herbes et aromates de cuisine
- Assaisonnements et condiments